# Энгельма (остров)
Остров Энгельма — остров архипелага Императрицы Евгении в заливе Петра-Великого Японского моря, расположен в 18 км к юго-западу от центра Владивостока.

## География
Площадь острова около 6,7 га или 0,067 км², протяжённость с запада на восток 400 м, максимальная ширина 170 м. От ближайшего более крупного острова Русский отделён искусственной насыпью, по которой проложена грунтовая дорога протяжённостью 480 м.
Рельеф острова слабо холмистый. На юг, в сторону открытого моря обращены скалистые обрывы, на север, к закрытой бухте, остров плавно понижается. Береговая линия слабо изрезана, её протяжённость составляет 1,5 км. Вдоль северного побережья проходит грунтовая автодорога. На острове широко распространена луговая и кустарниковая растительность. Широколиственным лесом, площадью 1,1 га покрыта северо-западная часть острова.
Западнее расположен высокий остров Лаврова, покрытый лесом.

## Население
Необитаем, но вблизи живут люди. 
По данным переписи населения 1926 года на острове Энгельма находился один населённый пункт — посёлок Трепанголовная база, где проживали 8 жителей (7 мужчин и 1 женщина), в основном русские. Он относился к Павловскому сельсовету Посьетского района Дальневосточного края.

## Туризм
Остров Энгельма, как и другие острова Владивостока, является излюбленным местом отдыха жителей города. На острове несколько мест под установку палаток, мало дров, совсем нет пресной воды. C 2014 года доступ на остров закрыт военными.